# Ryan Plackemeier
Ryan Steven Plackemeier (Colorado Springs, 5 marzo 1984) è un ex giocatore di football americano statunitense che ha militato nel ruolo di punter nella National Football League (NFL).

## Carriera

### Seattle Seahawks
Al college Plackemeier giocò a football a Wake Forest, vincendo il Ray Guy Award. Fu scelto dai Seattle Seahawks nel corso del settimo giro (239º assoluto) del Draft NFL 2006, firmando un contratto quadriennale dal valore di 1,65 milioni di dollari.
Fu svincolato dai Seahawks il 9 settembre 2008.

### Washington Redskins
Dopo avere battuto la concorrenza del veterano Josh Miller, Plackemeier firmò con i Washington Redskins il 14 ottobre 2008 a causa degli infortuni e delle cattive prestazioni di Durant Brooks.
Il 12 febbraio fu svincolato dai Redskins.

### Cincinnati Bengals
Plackemeier firmò con i Cincinnati Bengals il 13 febbraio 2009. Fu svincolato il 28 aprile dello stesso anno, optando per il ritiro.

## Palmarès
- PFWA All-Rookie Team - 2006

## Record dei Seattle Seahawks
- Maggior numero di punt calciati, stagione da rookie: 84 (2006)[3]
- Punt più lungo, stagione da rookie: 72 (2006)
- Maggior numero di punt in touchback, stagione: 15 (2006)